# Stenopogon aeacus
Stenopogon aeacus är en tvåvingeart som först beskrevs av Christian Rudolph Wilhelm Wiedemann 1828.  Stenopogon aeacus ingår i släktet Stenopogon och familjen rovflugor. Inga underarter finns listade i Catalogue of Life.